# دانيال غونزاليس (لاعب كرة قدم أرجنتيني)
دانيال غونزاليس (بالإسبانية: Daniel Gonzalez)‏ (26 يناير 1991 ببيلار، مقاطعة بوينس آيرس في الأرجنتين - ) هو لاعب كرة قدم أرجنتيني في مركزي الوسط وحراسة المرمى. لعب مع روزاريو سنترال وCanton Invaders ‏ وفورت لودردايل سترايكرز وMemphis Storm ‏.

## وصلات خارجية
- دانيال غونزاليس على موقع قاعدة بيانات كرة القدم.إي يو (الإنجليزية)